# Georg Buschner

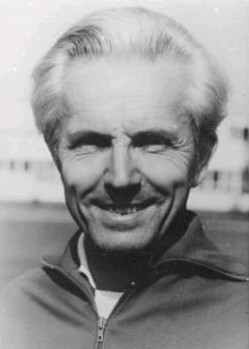
Georg Buschner under VM i fotboll 1974

Georg Buschner, född 26 december 1925 i Gera i Tyskland, död 12 februari 2007 i Jena i Tyskland, var en tysk fotbollstränare och förbundskapten för det östtyska landslaget 1970–1981.
Buschner var framgångsrik klubbtränare i FC Carl Zeiss Jena innan han tog över DDR-landslaget 1970. Buschner är den mest framgångsrike förbundskapten i DDR-landslagets historia. Buschner förde landslaget till dess enda VM-slutspel 1974 och OS-guld 1976.

## Meriter
- Förbundskapten för DDR
  - OS-guld 1976
  - OS-silver 1980
  - OS-brons 1972
  - Deltagande i VM i fotboll 1974